# لادیسم

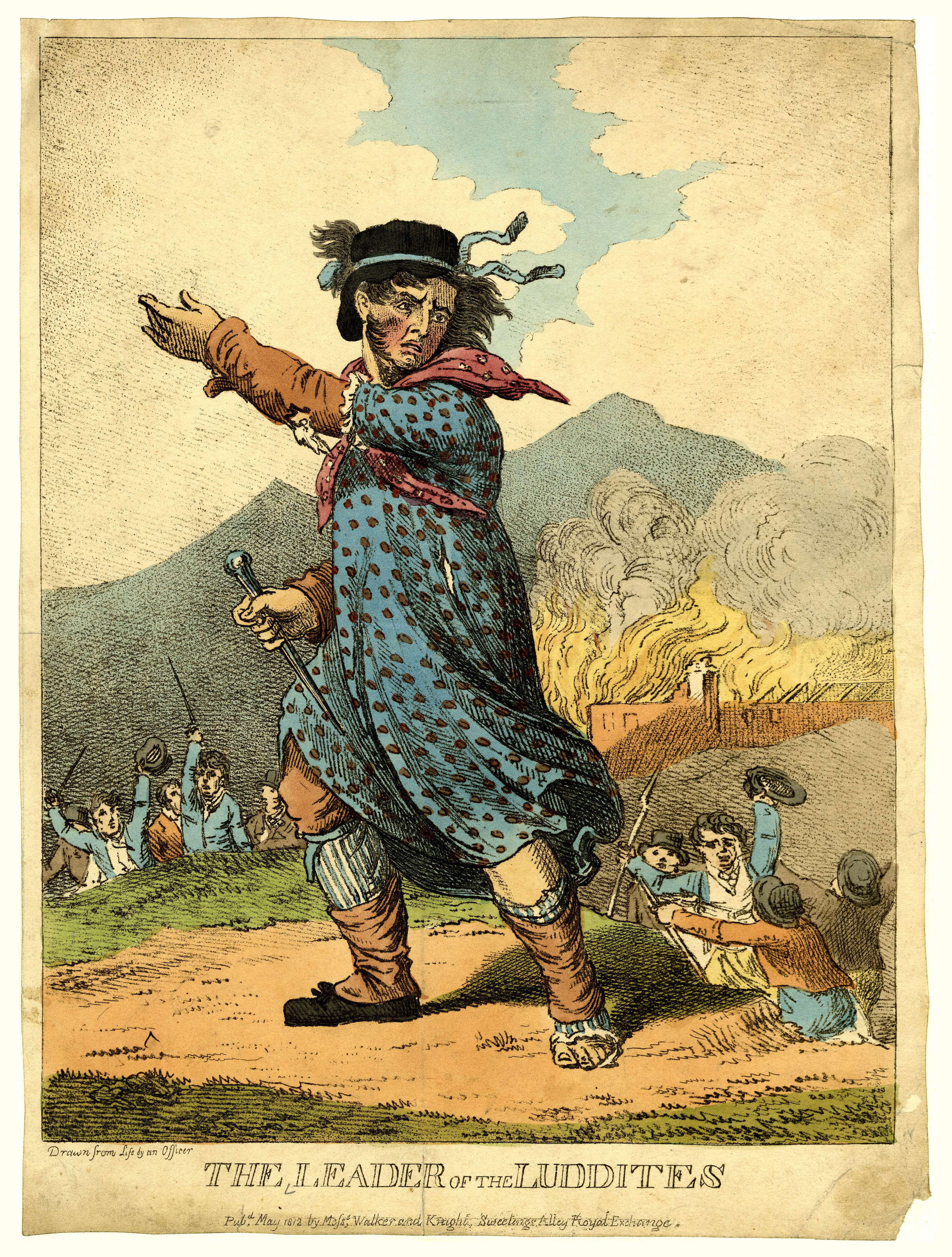
ند لاد رهبر لادیت‌ها، نقاشی مربوط به سال ۱۸۱۲ میلادی

لادیسم (به فرانسوی: Luddisme) یا لادایت (به انگلیسی: Luddite) یک جنبش اجتماعی از صنعتگران نساجی بریتانیا در قرن نوزدهم بود که عمدتاً به وسیلهٔ تخریب ماشین آلات بافندگی، در برابر تغییراتی که بر اثر انقلاب صنعتی ایجاد شده بود اعتراض کردند، چرا که آن‌ها احساس کرده بودند که این تغییرات باعث از دست رفتن شغلشان می‌شود و تمامی شیوه‌های زندگی آنان را تغییر خواهد داد.
به این جنبش تاریخی درانگلستان باید در زمینهٔ حال و هوای دوران سخت اقتصادی حاصل از جنگ‌های ناپلئونی، و اهانت‌آمیز بودن شرایط کار در کارخانه‌های نساجی جدید نگریست. اصطلاح «لادایت» Luddite از آن به بعد برای توصیف کسانی که با صنعتی شدن یا فناوری‌های جدید مخالفت می‌کنند استفاده شده‌است.
جنبش لادایت، که در سال ۱۸۱۱ و ۱۸۱۲ هنگامی که چرخها و قطعات ماشین آلات کارخانه بافندگی توسط بافندگان دست باف[بافندگانی که قبل از مکانیزه شدن کارخانه با دست بافندگی می‌کردند] سوزانیده شد، آغاز گردید، نام خود را از پادشاه افسانه‌ای «لاد» Ludd گرفته‌است. این جنبش برای مدت کوتاهی آنچنان قوی بود که از آن صدای جنگ با ارتش بریتانیا به گوش می‌رسید. اقدامات انجام شده توسط دولت بریتانیا در مواجهه با این جنبش، شامل یک محاکمه دسته جمعی در «یورک» بود که در سال ۱۸۱۲ صورت گرفت و به تعداد زیادی اعدام و تبعید و محکومیت کیفری منجر گردید.
اعتراض اصلی لادایتها بود که عرضه و معرفی دستگاه بافندگی خودکار، شغل جدیدی بود که می‌توانست توسط کارگر ارزان و نسبتاً غیر متخصص نیز انجام گیرد و در نتیجه باعث می‌شد که بسیاری از کارگران ماهر منسوجات شغل خویش را از دست بدهند.
ادعای اصلی و اولیهٔ لادایت‌ها توسط فردی باعنوان «شاه لاد» رهبری گردید (او همچنین گاهی با عنوان ژنرال لاد یا کاپیتان لاد هم شناخته می‌شود)، که امضای او در «بیانیه کارگران» در همان زمان به چشم می‌خورد. شاه لاد در نخستین فعالیت‌های لادایت‌ها نقش پایه‌ای داشت و با باور او بود که دو کارخانه بزرگ جوراب بافی در روستای آنستی Anstey، لایسسترشایرLeicestershire در سال ۱۷۷۹ نابود شده بود. در آن زمان در انگلستان، آسیب زدن به ماشین آلات می‌توانست به مجازاتهای سنگین یا حتی اعدام منجر شود، و احتمالاً همین باعث می‌شد که برخی برای محافظت از خودشان به استفاده از نام‌های ساختگی روی بیاورند.